# سينثيا ماي ألدن
سينثيا ماي ألدن (بالإنجليزية: Cynthia May Alden)‏ هي كاتِبة وصحفية أمريكية، ولدت في 31 مايو 1862 في أفتون في الولايات المتحدة، وتوفيت في 8 يناير 1931 في بروكلين في الولايات المتحدة.

## وصلات خارجية
- سينثيا ماي ألدن على موقع الموسوعة البريطانية (الإنجليزية)